# Manuel da Silva Passos
Pour les articles homonymes, voir Passos.
Manuel da Silva Passos (São Martinho de Guifões, Bouças, 5 janvier 1801— Santarém, 16 janvier 1862), plus connu comme Passos Manuel, diplômé en droit, avocat, parlementaire brillant, ministre dans plusieurs gouvernements et une des figures les plus importantes des premières années du libéralisme au Portugal, incarnant l'aile gauche du mouvement vintiste dans la phase initiale de la Monarchie constitutionnelle, avant d'assumer le rôle de leader incontesté des septembristes. Son frère aîné, José da Silva Passos, allié inséparable dans la vie politique, fut également une figure illustre de la gauche libérale. Sa déclaration de principe est restée célèbre : « La reine est le chef de toute la nation. Et avant d'appartenir à la gauche j'appartenais déjà à la Patrie. La Patrie est ma politique ».

## Les années de formation
Manuel da Silva Passos est né dans la paroisse de Guifões, ancienne juridiction de Bouças, aujourd'hui conseil de Matosinhos, fils d'Antónia Maria da Silva Passos et de Manuel da Silva Passos, petit propriétaire et actionnaire de la Compagnie royale des vins du Haut-Douro et de diverses compagnies commerciales de Porto. Cette situation permit à Passos Manuel et à son frère aîné de suivre des études à Coimbra.
Les deux frères se manifestant très tôt par leur intelligence et leur envie d'étudier, leurs parents conscients que la meilleure chose à leur léguer serait l'instruction, employèrent tous les moyens pour leur donner la meilleure éducation possible. Après avoir fait leurs premières années à Porto, les deux frères s'inscrivent en 1817 à la faculté de droit de l'université de Coimbra.
À l'université, Manuel da Silva Passos se révèle un étudiant brillant, obtenant même une bourse de 40 000 réis annuelles; il s'engage pleinement dans la vie étudiante, particulièrement intense étant donné l'instabilité politique et sociale qui règne alors au Portugal.
Il faut dire que le ferment laissé par la Révolution française et par la guerre péninsulaire, auxquelles il faut ajouter l'inquiétude causée par l'absence prolongée de la Cour qui depuis s'était fixée à Rio de Janeiro, avaient fait naître de graves tensions dans la société portugaise. L'université de Coimbra, reflétant cette réalité, était un vivier pour les idéaux révolutionnaires et les nouvelles formes d'organisation sociale et politique, auxquels les frères Passos ne restèrent pas insensibles.
Quand éclate la Révolution libérale de 1820, Manuel Passos et José Passos, son inséparable compagnon, y adhèrent avec enthousiasme, se révélant d'ardents libéraux.
Malgré les perturbations causées par la révolution et par l'effervescence dans laquelle est plongée l'université, Manuel Passos obtient son diplôme de droit en 1822, mais reste étudiant à Coimbra, où, en 1823, il édite une revue (Ami du Peuple/Amigo do Povo en référence au journal de Marat) en partenariat avec son frère.
L'Ami du Peuple cesse rapidement d'être publié, après quatre numéros, avec la victoire en 1823 de la contre-révolution, connue sous le nom de Vilafrancada. La revue est aussitôt interdite. Entre les citations latines, la revue universitaire ne manquait pas d'exalter les idéaux démocratiques de la Révolution française, tout en relativisant les excès sanguinaires de Marat et de ses partisans. Assumant une position à la fois radicale et conciliante, qui d'ailleurs caractérisera leur carrière politique future, les frères Passos se revendiquaient démocrates et amis du peuple tout en déclarant n'être les ennemis de personne.

## Franc-maçon
C'est à la même époque qu'il va être initié à la franc-maçonnerie, dans une loge de Coimbra, sous le nom symbolique de Howard, initiant ainsi un parcours qui le mènerait au grade de Grand-maître pour le nord du pays.
L'épisode de l'Ami du peuple, son refus de jurer fidélité au roi Michel Ier et son opposition publique au retour de l'absolutisme, conduisirent l'université à décider l'expulsion des deux frères. 
Manuel Passos part alors pour Porto, où il abandonne, faute de clients selon ses dires, le métier d'avocat qu'il avait entamé, s'inscrivant comme avocat au tribunal de Justice de Porto. Il y exerce un peu tout en poursuivant son activité politique au côté du mouvement libéral et une intense activité maçonnique. En 1822, il devient membre de la Société Patriotique pour la Promotion des Lettres et de l'Industrie Nationale de Porto.   
C'est à cette époque qu'il aurait connu le général João Oliveira e Daun, futur duc de Saldanha, et le colonel Rodrigo Pinto Pizarro, deux des plus importants acteurs des événements militaires et politiques de l'après-guerre civile.

## L'exil
Au 16 mai 1828, les libéraux de Porto se soulèvent contre le gouvernement de Michel Ier, qui vient de rétablir la monarchie absolue au Portugal après un coup d'État à Lisbonne. Le mouvement (connu sous le nom de Belfastada) échoue et les meneurs, dont Passos Manuel et son frère, se voient contraints de chercher refuge auprès de l'armée libérale qui s'est retirée en Corogne où elle a retrouvé la première vague des émigrés libéraux.
De la Corogne, il part pour Plymouth, où il arrive le 26 septembre 1828, date qu'il immortalise dans un sonnet dédié à la reine Marie II, sous le pseudonyme d'Almeno Damoeta.
De Plymouth il s'embarque pour la Belgique où il arrive le 30 janvier 1829, avant d'arriver en France. Il s'installe à Eaubonne, près de Paris, où il commence à fréquenter le groupe d'émigrés portugais qui se réunissent au café de la Paix, avec qui il vivra intensément la Révolution de juillet. Cet exil à travers l'Europe lui fait prendre conscience du retard de son pays et de la nécessité de réformes urgentes, que les frères s'emploient à défendre ardemment à travers des textes pamphlétaires.
C'est parmi ces émigrés qui avaient trouvé refuge en France, que les frères Passos, et plus particulièrement Manuel, se font connaître et établissent des relations et des amitiés politiques qui perdureront toute leur vie. Ils deviennent des proches, entre autres, de João Oliveira e Daun, le futur maréchal et duc de Saldanha, à qui Manuel dédiera un sonnet laudatif, toujours sous le même pseudonyme. Il sera amené à prendre la défense du duc, à travers des opuscules et des articles de presse, lorsque celui-ci sera accusé d'actes de trahisons durant la Belfastada, après sa rupture avec les partisans anglophiles du mouvement libéral et avec le roi Pierre IV du Portugal.
En collaboration avec son frère, il lance la publication d'opuscules abordant les thèmes de la politique portugaise, parmi lesquels se démarquent, pour leur impact sur le groupe des émigrés, deux Memoriaes sur l'état du pays et sur la nécessité de mettre fin au gouvernement de Michel 1er et de rétablir sur le trône la reine Marie II. D'autres opuscules dont Brefs raisonnements en faveur de la liberté lusitanienne ainsi que Examen de certaines opinions et doctrines de Filipe Ferreira de Araújo e Castro et de Silvestre Pinheiro Ferreira sont amplement diffusés.
Toutes ces publications commencent à apporter une certaine notoriété à Manuel, laquelle est encore amplifiée par son intervention dans le grave conflit qui oppose le ministre de la guerre Cândido José Xavier, un libéral, et le colonel Rodrigo Pinto Pizarro, son compagnon dans les luttes de Porto. Ce conflit fait régir les deux frères qui donnent leur opinion dans un opuscule imprimé à Paris en 1832 et intitulé Opinion de deux avocats du barreau de Porto. La même année, ils publient en français et en portugais, une réponse aux nouvelles accusations de trahison durant la Belfastada, lancées par le Times contre le Duc de Saldanha. Tout cela apporte aux frères Passos une certaine réputation et un prestige, les plaçant parmi les voix les plus écoutées du courant saldanhiste, courant de libéraux  radicaux et francophiles, la véritable gauche au sein des émigrés.     
Manuel Passos se disait un démocrate incorrigible et adepte intransigeant de la souveraineté populaire, refusant pour cela le libéralisme inscrit et porté par la Charte constitutionnelle portugaise de 1826, laquelle, selon lui, était illégitime car elle émanait de la volonté du souverain et non de la volonté, véritablement souveraine pour le coup, du peuple. C'est pourquoi, il défendait la convocation immédiate, une fois la victoire acquise, d'une nouvelle assemblée constituante destinée à réformer la Charte.   
Dans ses pamphlets, la rupture avec le courant principal du mouvement libéral est patente: il conseille avec insistance à l'empereur Pierre IV de se séparer des faux amis qu'il a investi à la régence installée aux Açores, unique domaine aux mains de la résistance libérale.  
Néanmoins, cédant à cet esprit de conciliation déjà présent dans l'Ami du peuple, il défend la fusion entre les modérés et les radicaux autour des objectifs principaux du libéralisme.  
Lorsque Pierre IV, organise à Belle Isle l'expédition pour secourir les libéraux de l'île Terceira, les frères Passos, étant donné leurs prises de positions contre la régence installée sur cette île, ne s'étant jamais exilés aux Açores, ne s'engagent pas dans cette aventure et ne feront pas partie du débarquement de Mindelo organisé par l'opposition libérale le 8 juillet 1832.    
Consolidant la présence libérale à Porto, il débarque le 9 août 1832, intégrant alors en tant qu'officier, par ordre de Bernardo de Sá Nogueira de Figueiredo, futur Marquis de Sà da Bandeira, le Bataillon des volontaires de Leça, établi à Foz do Douro. Il va activement participer aux activités politiques  qui se sont développées durant le Siège de Porto, initiant un parcours qui le mènerait jusqu'au parlement et au gouvernement.